# 國史館臺灣文獻館
國史館臺灣文獻館（簡稱臺灣文獻館）是中華民國政府維護與保存臺灣相關史政文獻的專責機構，前身為臺灣省政府設置的「臺灣省文獻委員會」，精省後改為現名並成為國史館唯一的附屬機關。其專責辦理台灣全志之纂修，以及保存臺灣總督府檔案、專賣局檔案、臺灣拓殖株式會社檔案、臺灣省行政長官公署檔案、省級機關檔案、古文書、碑碣拓本、日文古籍、民俗文物等相關臺灣史料。

## 沿革
- 1948年6月1日，臺灣省政府於臺北市大安區仁愛路三段51巷1號中央廣播事業管理處臺灣廣播電臺廣播大廈底層成立「臺灣省通志館」，專責辦理《臺灣省通志》之纂修。
- 1949年7月，臺灣省通志館改組為「臺灣省文獻委員會」，分設編纂組、採集組及整理組，以負責臺灣省文獻史料的採集、整理、典藏、文獻書刊的出版及史志的纂修。
- 1958年，改隸臺灣省政府民政廳。
- 1972年3月，南遷至位於臺中市東區之「臺灣省政府干城辦公區」。
- 1981年，遷至位於臺中市南屯區之「臺灣省政府黎明辦公區」（黎明新村）。
- 1990年，位於南投縣南投市中興新村的「臺灣歷史文化園區」動工興建，預定將成為臺灣省文獻委員會、臺灣省政府文化處等多個省級文化事務單位之所在地。
- 1992年1月，臺灣歷史文化園區首棟建築「臺灣文獻史料館」（今文獻大樓）落成啟用，臺灣省文獻委員會遷入辦公。
- 1995年10月，臺灣歷史文化園區史蹟源流館（今史蹟大樓）完工。
- 1996年11月，臺灣歷史文化園區民俗文物館（今文物大樓）完工，至此園區工程大致完成。
- 1997年7月，改隸臺灣省政府文化處。
- 1999年7月，因應精省，再度直屬臺灣省政府。
- 2002年1月1日，改隸國史館，更名為「國史館臺灣文獻館」。
- 2010年，配合行政院國家科學委員會的中部科學工業園區高等研究園區（中興新村）開發案，往「臺灣歷史文化研究園區」方向規劃；因應總統令公布《總統副總統文物管理條例》而新增的業務需求，爭取成立「總統副總統文物中部展示中心」。

## 歷任首長
| 任別                      | 姓名              | 就職時間          | 卸任時間          |
| 臺灣省通志館 館長         | 臺灣省通志館 館長 | 臺灣省通志館 館長 | 臺灣省通志館 館長 |
| ------------------------- | ----------------- | ----------------- | ----------------- |
| 1                         | 林獻堂            | 1948年6月         | 1949年7月         |
| 臺灣省文獻委員會 主任委員 |                   |                   |                   |
| 1                         | 林獻堂            | 1949年7月         | 1950年3月         |
| 2                         | 黃純青            | 1950年3月         | 1954年11月        |
| 3                         | 林熊祥            | 1954年11月        | 1960年2月         |
| 4                         | 李騰嶽            | 1960年2月         | 1963年3月         |
| 5                         | 方家慧            | 1963年3月         | 1964年7月         |
| 6                         | 洪樵榕            | 1964年7月         | 1966年5月         |
| 7                         | 張柄楠            | 1966年5月         | 1977年5月         |
| 8                         | 林衡道            | 1977年5月         | 1982年6月         |
| 9                         | 江慶林            | 1982年6月         | 1990年2月         |
| 10                        | 簡榮聰            | 1990年2月         | 1996年2月         |
| 11                        | 謝嘉梁            | 1996年2月         | 1999年9月         |
| 12                        | 楊正寬            | 1999年9月         | 2001年12月        |
| 國史館臺灣文獻館 館長     |                   |                   |                   |
| 代理                      | 劉峰松            | 2002年1月1日      | 2002年10月31日    |
| 1                         | 劉峰松            | 2002年11月1日     | 2006年7月15日     |
| 2                         | 謝嘉梁            | 2006年7月16日     | 2009年7月15日     |
| 3                         | 林金田            | 2009年7月16日     | 2011年8月25日     |
| 4                         | 張鴻銘            | 2011年8月26日     | 2024年7月15日     |
| 5                         | 黃宏森            | 2024年7月16日     | 2025年7月1日      |
| 6                         | 黃翔瑜            | 2025年7月2日      | 現任              |

## 組織架構
- 館長
  - 副館長
    - 主任秘書

行政部門
- 採集組
- 整理組
- 編輯組
- 秘書室
- 人事室
- 主計室

## 館區
臺灣歷史文化園區佔地約2.5公頃，除有文獻大樓、文物大樓與史蹟大樓三棟特色建築物，還有戶外空間。

### 文物大樓
位於臺灣歷史文化園區正中位置，外觀採巴洛克式建築，樓層分地上四層，地下一層，總面積約 19,590平方公尺。左側為2000年臺灣燈會主燈千禧金龍。行政中心設於本棟，並保存、典藏臺灣常民生活文物，約有30,000餘件。依使用機能區分，一至三樓共有六個常設展示室，三個特展室：
常設展示室
- 臺灣的歷史與文化導論
- 臺灣的民俗特色
- 日常生活起居
- 臺灣民間工藝文化
- 生命的過程
- 民間信仰、祭儀、藝能、戲曲

特展室
- 福爾摩沙室
- 鯤島風華室
- 蓬萊鄉情室

### 文獻大樓

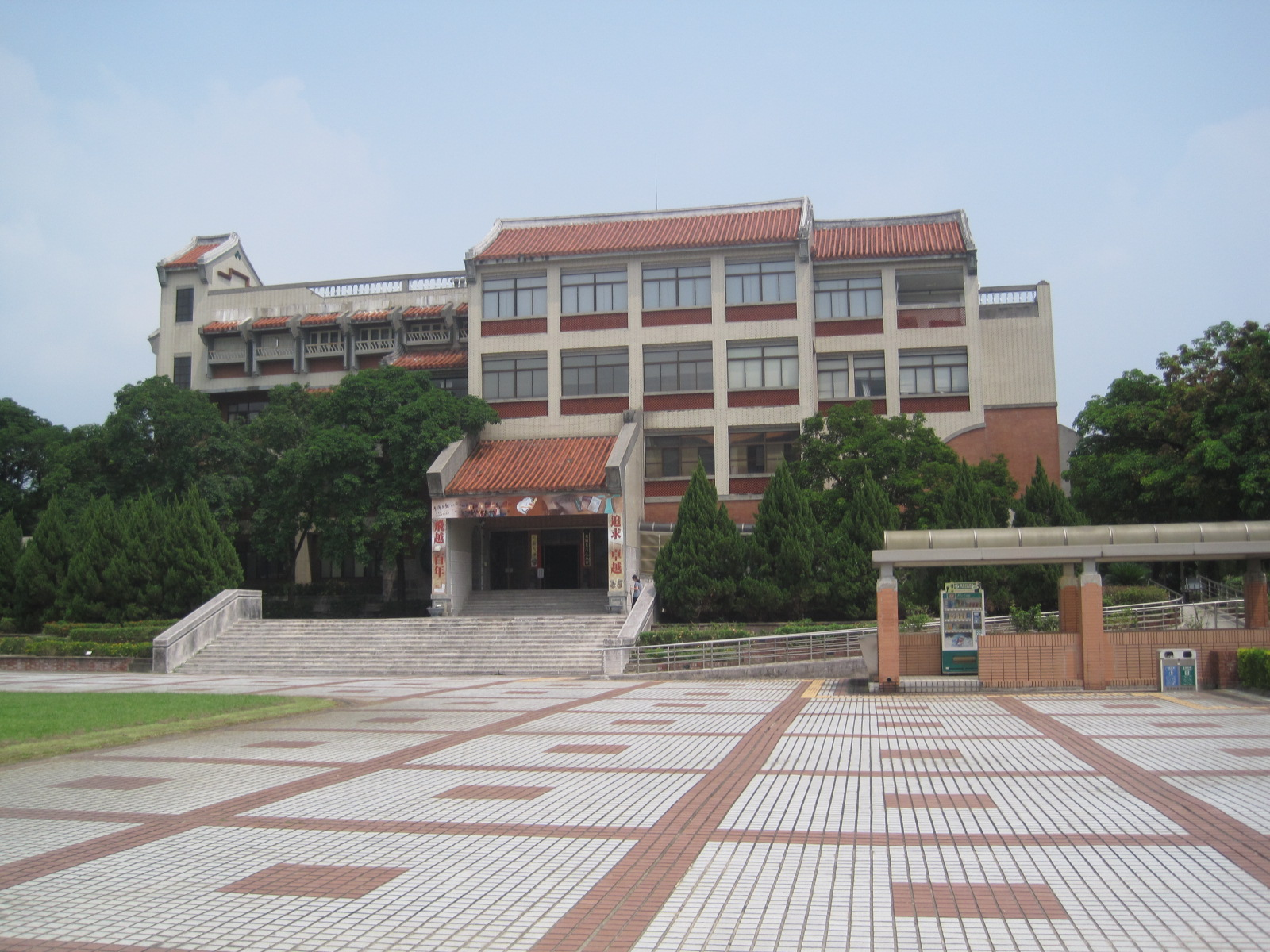
文獻大樓

臺灣歷史文化園區右側，於1992年落成啟用；地上四層，地下一層，建築採閩南式建築；總樓地板面積5,662平方公尺、約1,700坪。

### 史蹟大樓

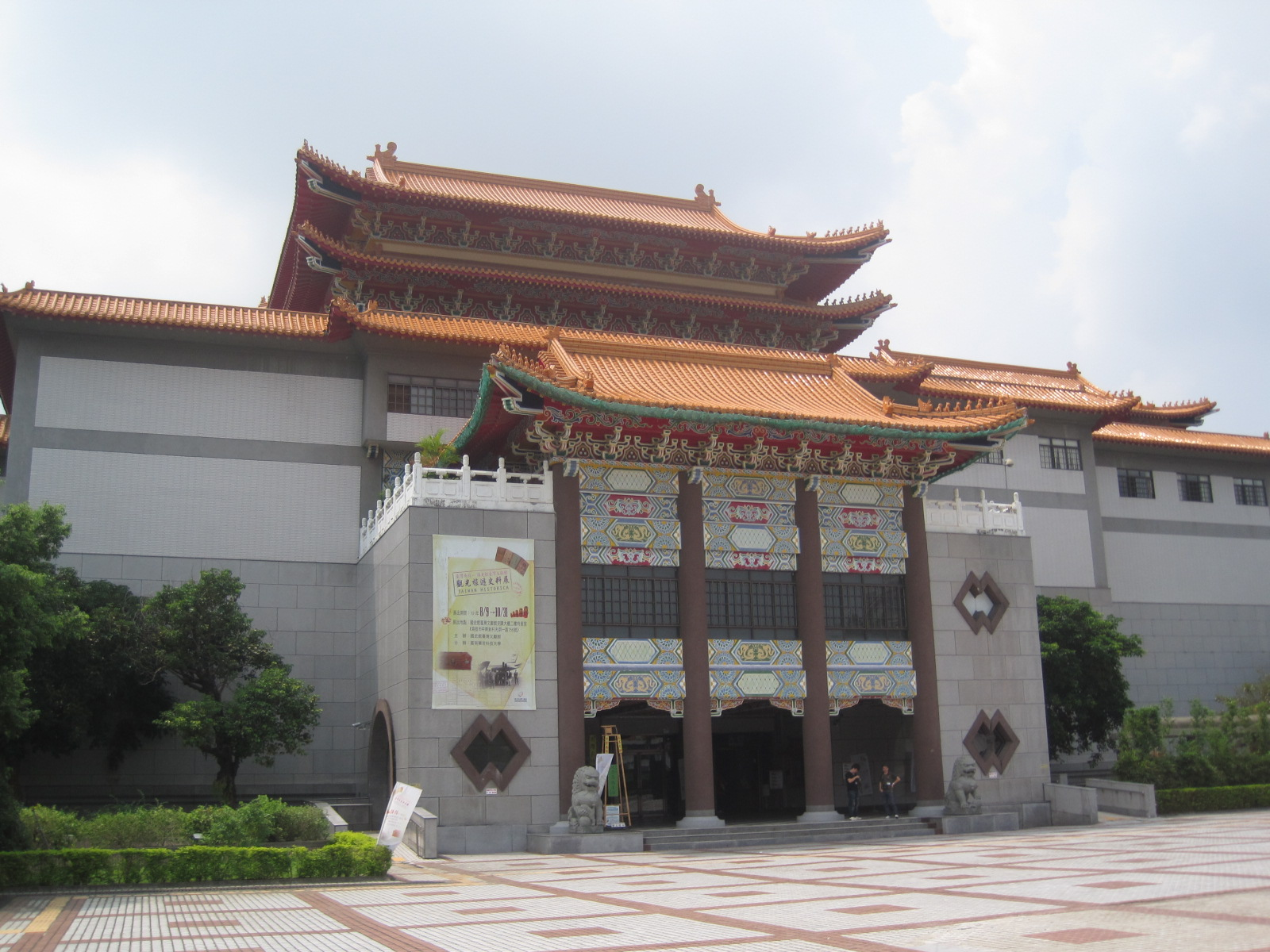
史蹟大樓

臺灣歷史文化園區左側，地上五層，地下一層，採中國北方宮殿式建築，總樓地板面積10,596平方公尺。
- 史前遺址、平埔族、原住民展示室
- 荷西、鄭氏王朝時期展示室
- 清代領臺時期展示室
- 日治暨戰後展示室
- 臺灣歷史重要人物、事件展示室
- 臺灣地區古蹟模型展示區
- 圖書室

## 外部連結
- （繁體中文）（英文）官方网站